# 安達曼日行守宮

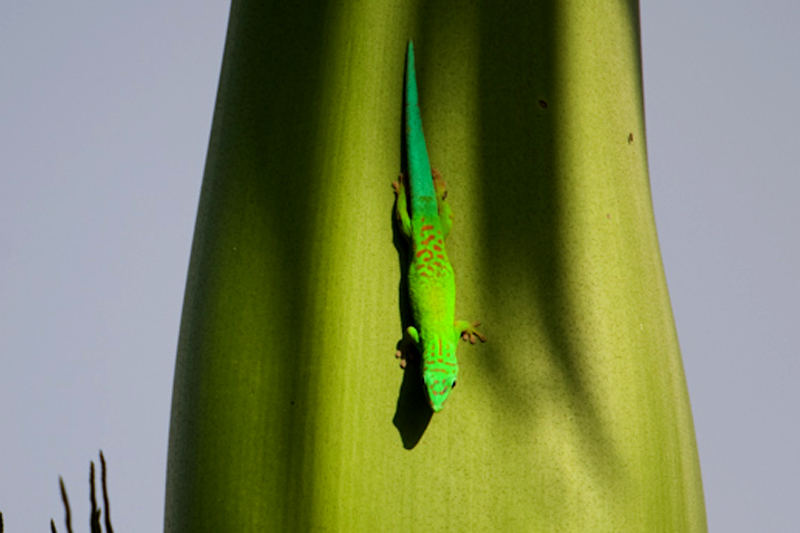

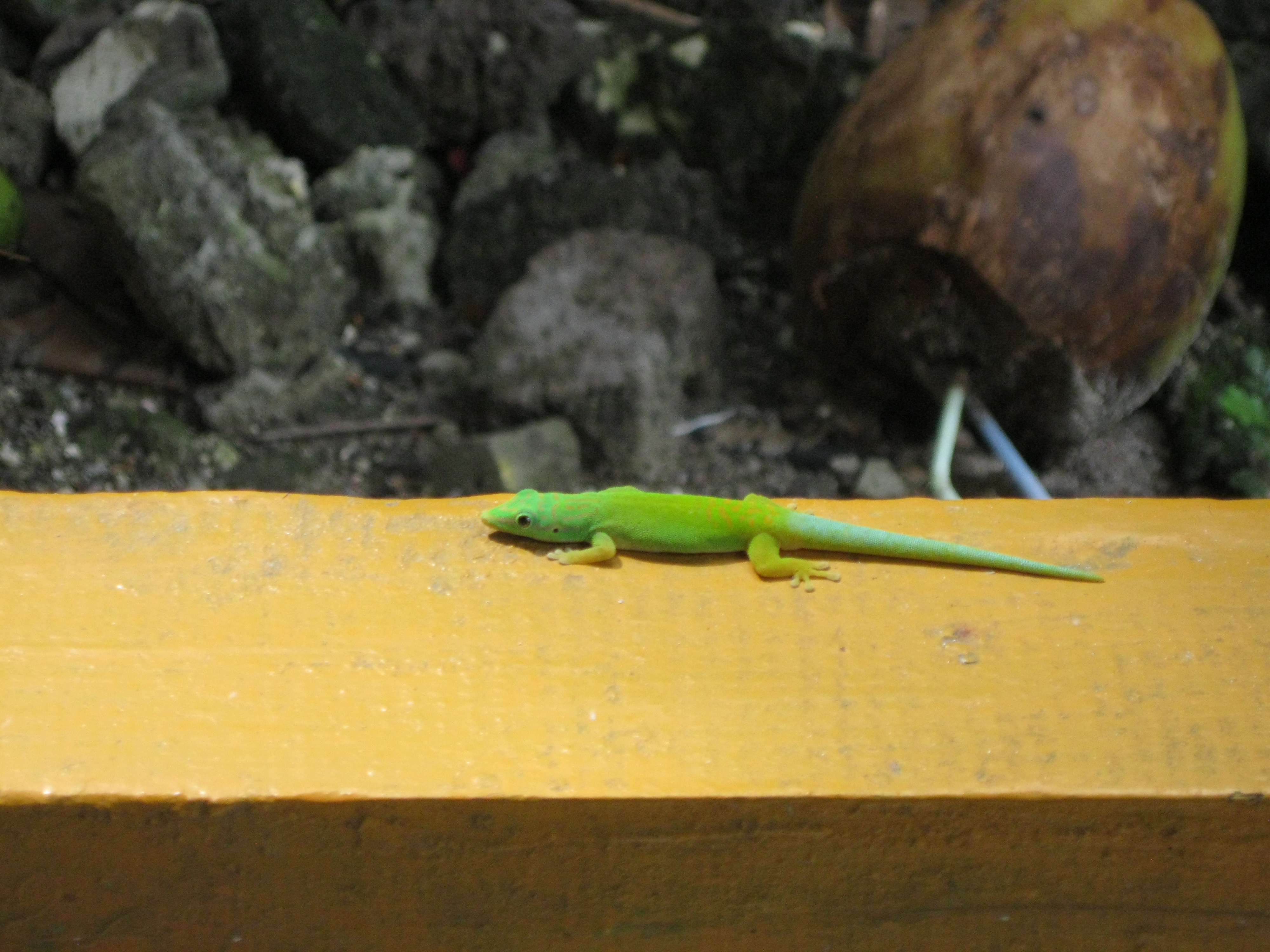

安達曼日行守宮，（學名:Phelsuma andamanensis），是壁虎科中日行守宮属 物種，是印度安達曼群島的特有種，最近被引入尼科巴群島。它是一種細長的小蜥蜴，呈鮮綠色，以昆蟲為食。分布範圍距離馬達加斯加和毛里求斯近5000公里。
安達曼日行守宮分成南北兩個分枝，其巨大的遺傳多樣性，表明其為自然遷徙至安達曼群島，而非人類從西印度洋島嶼運輸過來。這兩分枝在末次冰盛期開始之前就已經分化了，儘管究竟是什麼原因導致了它們的分化尚不清楚。

## 分布
安達曼日壁虎遍佈印度的安達曼群島，「北」分支分佈在北安達曼島、中安達曼島、訪問島、巴拉唐、沙希德德韋普和長群島，「南」分支分佈在斯瓦拉傑德韋普、南安達曼和小安達曼島嶼。雖然該物種通過自然方式到達安達曼群島，但由於其多樣化的生活方式，它在島嶼內的部分活動範圍可能是人類介入擴散的結果。最近，人們還首次在尼科巴群島上發現了它，這很可能也是人類引入的結果。

## 描述
這是一種身體鮮綠色的壁虎，可以達到14釐米長，背面有紅色的圓點和條紋。雄性有藍色或綠松石色的尾巴。在鼻子的兩側，一條紅褐色的條紋從鼻孔延伸到耳朵。身體的下表面是亮黃色或灰白色。

## 生態
安達曼日行守宮棲息在低地，通常出現在椰子樹、香蕉樹和劍麻植物的家庭花園中。牠有時也生活在當地的小屋裡。這種多樣化的生活方式使它能夠隨著安達曼群島經濟作物的增長而大幅增加種群，使其成為島上特有爬行動物實際上從人為干擾中大量受益的罕見例子。然而，這種新的、密集的種群可能使牠們更容易受到寄生蟲和疾病等壓力源的影響。
牠們以昆蟲為主食，也吃花蜜和熱帶水果。
安達曼日行守宮雖然害羞但具有很強的領地意識，尤其是雄性保護自己的領地免受其他雄性的入侵。牠們在1歲時成熟，在高處產卵，雌性可以非常多產。據觀察，在18個月的時間里，牠們可產下14對卵。

## 外部連結
- Henkel, F.-W. and W. Schmidt (1995) Amphibien und Reptilien Madagascars, der Maskarenen, Seychellen und Komoren. Ulmer Stuttgart. ISBN 3-8001-7323-9
- McKeown, Sean (1993) The general care and maintenance of day geckos. Advanced Vivarium Systems, Lakeside CA.